# کارل یونسون
کارل یونسون (انگلیسی: Carl Jonsson؛ ۱۶ ژوئیه ۱۸۸۵ – ۱۱ نوامبر ۱۹۶۶ (aged 81)) ورزشکار طناب‌کشی اهل سوئد بود.
وی در مسابقات کشوری و بین‌المللی در مجموع برندهٔ ۱ مدال طلا شده‌است.